# Moritz Hunzinger
Moritz Hunzinger (* 26. Januar 1959 in Frankfurt am Main) ist ein deutscher Public-Relations-Berater, Unternehmer und Professor für PR und Kommunikation. Von 1979 bis 2004 war er Vorsitzender des Vorstands der infas Holding AG, bis 2013 firmierend als Action Press Holding AG, vormalig Hunzinger Information AG. Seit dem 1. März 2007 ist er Geschäftsführer der GFI Gesellschaft für Informationswirtschaft GmbH sowie seit dem 1. August 2020 CEO (Vorstand) der action press AG.

## Werdegang
Hunzinger ist der Zwillingssohn eines ehemaligen Wehrmachtsoffiziers und einer Lufthansa-Stewardess. Er verbrachte den Großteil seiner Kindheit in Frankfurt. Er besuchte ein Frankfurter Gymnasium sowie das Internat Institut auf dem Rosenberg in St. Gallen, brach die Schule aber ohne Abitur ab. Von 1975 bis 1977 besuchte er die US-Militärakademie Valley Forge in Wayne (Pennsylvania) und wurde 1977 graduiert. 1973 wurde er Mitglied der Jungen Union.
1979 gründete Hunzinger die Hunzinger PR GmbH, die für Vertreter aus Politik und Wirtschaft tätig wurde. Im Jahr 1996 akquirierte er das infas Institut für angewandte Sozialwissenschaft, dessen Aufsichtsratsvorsitz er übernahm. 1998 brachte er die Hunzinger Information AG an den Neuen Markt der Frankfurter Wertpapierbörse. 1999 kaufte die Hunzinger Information AG die action press gmbh in Hamburg, eine der weltweit größten Pressebildagenturen, und Hunzinger wurde dort Vorsitzender der Geschäftsführung.
Von 2004 bis 2013 firmierte der Konzern als Action Press Holding, seit 2013 als infas Holding AG. Hunzinger schied nach Angaben von Bolko Hoffmann 2004 aufgrund unterschiedlicher Auffassungen über die Neuausrichtung des Konzerns aus dem Unternehmen aus. Über seine Ruhegeldansprüche von 220.000 Euro jährlich entschied das OLG Düsseldorf im September 2007.
Von 1999 bis 2003 war Hunzinger Bundesschatzmeister der Christlich-Demokratischen Arbeitnehmerschaft (CDA) und bis 2004 deren Treuhänder. Er beriet die Europäische Kommission in Fragen der Zusammenarbeit mit den Ländern Ost- und Mitteleuropas, zugeordnet dem Kabinett des seinerzeitigen EU-Vizepräsidenten Martin Bangemann. Vorsitzender des Beirats der Brocard Parfums GmbH, des führenden Parfümeriehandelsunternehmens in der Ukraine, seit 2015 (von 2003 bis 2015 stellvertretender Vorsitzender des Aufsichtsrates der Brocard Group GmbH & Co. KGaA).
Für eine uneidliche Falschaussage vor dem FlowTex-Untersuchungsausschuss des baden-württembergischen Landtags wurde Hunzinger 2008 zu einer Geldstrafe von 250 Tagessätzen zu je 100 Euro verurteilt. Hunzinger hatte versucht, den damaligen Wirtschaftsminister Walter Döring zu entlasten. Döring hatte 1997 eine Image-Umfrage bei einer Tochtergesellschaft der Hunzinger Information AG, dem infas Institut für angewandte Sozialwissenschaft, in Auftrag gegeben, die von der Hunzinger Information AG und einer Tochterfirma der FlowTex-Gruppe bezahlt wurden.
Seit 2014 ist Hunzinger Inhaber der Universitätsprofessur für PR und Kommunikation an der Fakultät für Sozioökonomische Bildung und somit das erste ausländische Fakultätsmitglied der Nationalen Pädagogischen Drahomanow-Universität in Kiew und wurde im Mai 2017 zum Mitglied des Aufsichtsrates der Universität gewählt.
Von 2016 bis Ende 2020 war Hunzinger Präsident des Verwaltungsrates des Mobile-Payment-Unternehmens Cashcloud AG und Vorstand des Automobilherstellers und Fahrzeugveredlers Gemballa Holding SE sowie Interims-CEO der Mars One Ventures AG von Dezember 2016 bis Anfang Juli 2017 und außerdem Verwaltungsrat der akabenos ag von November 2018 bis Ende Dezember 2020. Seit August 2020 ist er CEO (Vorstand) der action press ag, die im August 2021 die Bildagentur ddp übernommen hat.
Von April 2021 bis Januar 2022 war Hunzinger Vorstandsmitglied des Bürgerlich-Freiheitlichen Aufbruchs.

## Hunzinger-Affäre
Hunzingers geschäftliche Tätigkeit und sein öffentlicher Ruf gründen sich auf der Kontaktvermittlung zwischen Interessengruppen, Politikern und der deutschen Wirtschaft. Einer breiten Öffentlichkeit wurde er durch seine umstrittene Beratungstätigkeit für den damaligen Bundesverteidigungsminister Rudolf Scharping sowie die Vergabe eines günstigen Privatkredits an den damaligen Bundestagsabgeordneten Cem Özdemir bekannt, die sogenannte Hunzinger-Affäre. Im September 2002 wurde Hunzinger – von der Deutschen Public Relations Gesellschaft mit der Silbernen Nadel geehrt – deshalb öffentlich vom Deutschen Rat für Public Relations (DRPR) – ein von der Deutschen Public Relations Gesellschaft und der Gesellschaft Public Relations Agenturen (GPRA) getragenes Organ der freiwilligen Selbstkontrolle – gerügt. Aus der Begründung: „Er hat […] in der Öffentlichkeit den Eindruck erweckt, dies sei übliche PR-Praxis.“

## Kritik
Im August 2019 veröffentlichte Hunzinger auf Facebook auf der Seite des Frankfurter CDU-Politikers Matthias Zimmer einen Eintrag, in dem er schrieb: „Mit Kohl gäbe es diese scheußliche Masseneinwanderung von Wilden nicht.“ Er nannte diese Äußerung „Klartext“, der mal „ausgesprochen werden“ müsse. Weiter bekräftigte er, dass er „wie eine Eins“ zu Deutschland stehe. Die Frankfurter Rundschau bezeichnete Hunzingers Aussagen als „schäbigen Rassismus“ und kritisierte, dass „dem Begriff des ‚Wilden‘ die enthumanisierende Abwertung implizit“ sei. In Pressemitteilungen wies Hunzinger darauf hin, dass er seinen Kommentar dahingehend ergänzt hatte: „Ich rede nicht von Flüchtlingen, sondern von Leuten, die marodierend und mordend durch unser Land ziehen. Das sind für mich Wilde“. Nachdem seine Aussage in der CDU Entrüstung auslöste, erklärte er, seine Äußerung sei nicht rassistisch, vielmehr bleibe er dabei, dass „Wilde nichts in Deutschland verloren haben“. Den Medien zufolge reagierten Parteikollegen „fassungslos“.
Im Januar 2022 zitierten Medien Hunzingers Beitrag im Kontext einer Onlinediskussion um die Politik der ehemaligen Bundeskanzlerin Angela Merkel, im Morgenmagazin sehe er „jetzt über die Hälfte Gesichter, die definitiv einen Migrantenhintergrund“ hätten, was für ihn „zu überdimensioniert“ sei.

## Trivia
1986 wurde Hunzinger für die Montage einer übergroßen Swatch-Uhr an ein Bürogebäude ins Guinness-Buch der Rekorde eingetragen.

## Auszeichnungen (Auswahl)
- 1999: Verdienstkreuz am Bande des Verdienstordens der Bundesrepublik Deutschland.[24][25]
- 2008: Ehrensenator der Ukrainischen Freien Universität München[3]
- 2009: Ehrendoktor (Dr. phil. h. c.) und seit 2010 u. a. Honorarprofessor der Nationale Pädagogische Universität M. P. Drahomanow Kiew auf Lebenszeit.[26]
- 2015: Honorarprofessor der Osteuropäischen Lesja Ukrainka-Nationaluniversität Lutsk auf Lebenszeit.[27][28]
- 2016: Ehrenkreuz der Bundeswehr in Gold.[24]
- 2018: Ehrendoktor (Dr. rer. nat. h. c.) des Instituts für Agrarökologie und natürliche Ressourcen der Nationalen Akademie der Agrarwissenschaften der Ukraine (NAAS).[3]
- 2024: Ritter des päpstlichen Silvesterordens[29]